# Isaaq-folkmordet

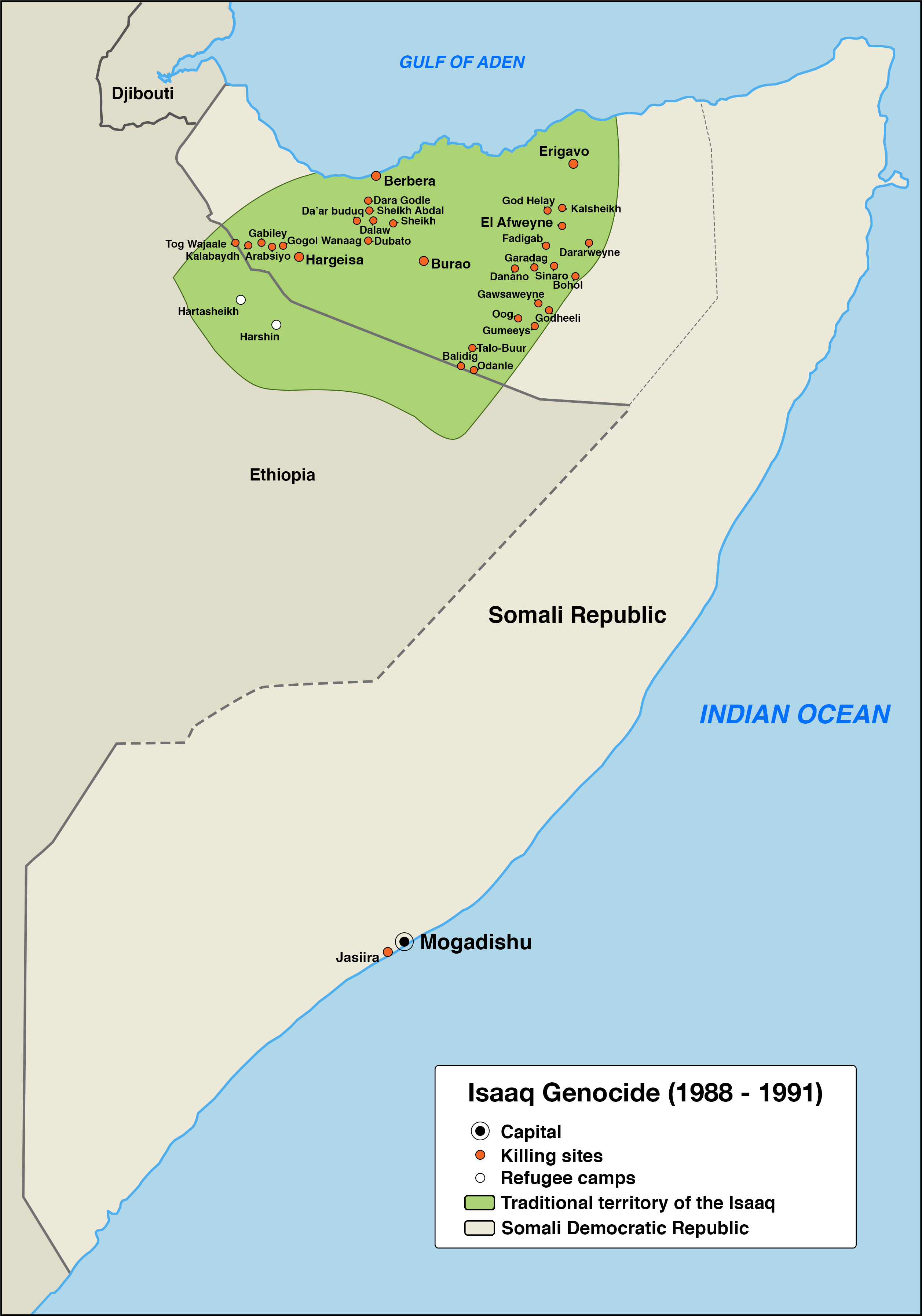
Karta över de platser där folkmordet tog plats

Folkmordet på isaaq (somaliska: Xasuuqii Beesha Isaaq, arabiska: لإبادة الجماعية لقبيلة إسحاق), eller Hargeisa holocaust var den systematiska, statligt sponsrade massakern av civila isaaq mellan 1987 och 1989 som utfördes av den somaliska demokratiska republiken under diktatorn Siad Barre. Antalet dödade civila vid denna massaker uppskattas till mellan 50 000 och 100 000 enligt olika icke-lokala källor, medan lokala rapporter uppskattar att de totala civila dödsfallen är över 200 000. Detta folkmord omfattade också  fullständig förstörelse av de andra och tredje största städerna i Somaliska republiken Hargeisa (som förstördes till 90 procent)  respektive Burao (förstördes till 70 procent) och har lett till att upp till 500 000 somalier (främst av Isaaq-klanen) kom att fly från sitt land och ta sig över gränsen till Hartasheikh i Etiopien, i det som beskrivs som "en av de snabbaste och största framtvingade folkrörelser som registrerats i Afrika", och 1988 resulterade i skapandet av världens vid den tiden största flyktingläger, med ytterligare 400 000 fördrivna.
På landsbygden innefattade förföljelsen av isaaq skapandet av en mekaniserad del av de somaliska väpnade styrkorna som heter Dabar Goynta Isaaka (isaaq-utrotare) som helt och hållet består av icke-isaaq (främst Ogaden). Denna enhet genomförde "systematiska attacker mot obeväpnade, civila byar, vattenställen och betesområden i norra Somalia (Somaliland), dödade många av deras invånare och tvingade överlevande att fly för säkerhet till avlägsna områden"; detta resulterade i att hela byar avfolkades och städer plundrades. Våldtäkt användes också som ett vapen mot isaaqs. Human Rights Watch menar att denna enhet tillsammans med andra grenar av militären var ansvariga för terrorisering av isaaq-nomader på landsbygden. Dabar Goynta Isaaka skulle senare förvandlas till ett styrningssystem där lokala tjänstemän skulle genomföra den hårdaste politiken mot den lokala isaaq-befolkningen.

År 2001 beställde FN en utredning om tidigare kränkningar av de mänskliga rättigheterna i Somalia, specifikt för att ta reda på om "brott med internationell jurisdiktion (det vill säga krigsförbrytelser, brott mot mänskligheten eller folkmord) hade begåtts under landets inbördeskrig". Undersökningen beställdes gemensamt av FN:s samordningsenhet (UNCU) och FN:s högkommissionär för mänskliga rättigheter. Undersökningen avslutades med en rapport som bekräftade att folkmordet mot isaaqs i Somalia hade ägt rum. FN:s utredare, Chris Mburu, uppgav:
Baserat på de totala bevis som samlats in i Somaliland och på andra håll både under och efter sitt uppdrag, tror konsulten bestämt att folkmordsbrottet var uttänkt, planerat och begått av den somaliska regeringen mot isaaq-folket i norra Somalia mellan 1987 och 1989.